# Vöröshátú szalamandra
A vöröshátú szalamandra (Plethodon cinereus) a  kétéltűek (Amphibia) osztályába, a farkos kétéltűek (Caudata) rendjébe és a tüdőtlenszalamandra-félék (Plethodontidae) családjába tartozó faj.

## Elterjedése
Kanada és az Amerikai Egyesült Államok területén honos.

## Életmódja
Termeszekkel táplálkozik.

## Szaporodás
A hímek az üregükben várakoznak a nőstényekre. Az üreg bejáratához ürülékkupacot helyeznek, amelybe az arra járó nőstények bele szagolnak, hogy milyen táplálékot fogyasztott előzőleg az üreg gazdája, ha sok termeszmaradványt tartalmaz az ürülék, az arról tanúskodik, hogy jó vadász, aki nagy eséllyel jó genetikai állományt örökít tovább.